# 張廣慶

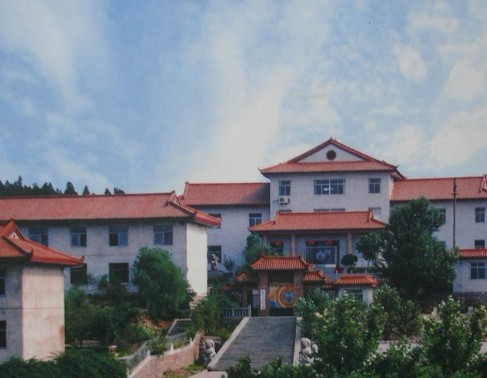
位於淄川区的内画学院

張廣慶(1948年1月30日—)中國當代畫家、內畫藝術教育家。他也是中國當代內畫藝術的奠基者。代表參加中國建國以來首次參與的世博會1982年美國諾克斯維爾世界博覽會。

## 生平
1948年出生于山東濟寧，自幼隨母李珍源習詩文書畫，1964年在博山美屬琉璃廠師隨老藝人薛京萬，並在博山從事元宵節花燈和電影廣告繪畫。1978年入山東工藝美術學院進修西方繪畫課程，1976年開始在博山美屬琉璃廠任內畫藝術教員。當時被譽為魯派四大神筆之一。
1981年赴德國科隆表演內畫藝術。1981年入選世博會中國展覽館代表團參加1982年美國諾克斯維爾世界博覽會，內畫藝術轟動世博會，美國前總統卡特觀看錶演後讚歎「神奇」「鄧小平為什麼不告訴我中國有如此神奇的藝術人才」。此後遊歷西歐諸國觀摹研究西方美術。1988年特聘南京藝術學院客座教授。
1989年起先後在德國、奧地利、泰國、加拿大、瑞典、馬來西亞舉辦個人畫展。並在1992年建立中國首座內畫藝術學院，劉海粟生前曾任內畫院名譽院長。1993年評為中國工藝美術大師，並開始享受國務院特殊津貼。2005年被選為中國鼻煙壺專業委員會會長。

## 家庭
張廣慶27歲時與石嶺女士結婚，後來生了兒子張海華和張路華。2004年石嶺女士由於中風成為植物人，2010年離世。

## 繪畫風格
掌握內畫煙壺的傳統技法，並將繪畫的技法與形式融會到內畫當中來。他一直推崇藝術大師羅丹的一段話：「藝術作品中有着藝術家本人的感動、愛情、希望、戰慄和生活，只不過它是憑藉藝術家靈敏的手，通過體積、比例、形象去表現的。沒有這些手段，最強烈的感情也是癱瘓的，但是沒有感情，藝術形同殭屍。」他在幾十年的內畫藝術生涯中，不斷追求、潛心鑽研、博採眾長、摩古出新，把運動線、意象線、潑墨、潑彩，以及抽象和寫意的手法，融入內畫藝術之中，打破了內畫舊的傳統技法和形式，創造了自己的藝術風格。

## 畫作
畫作他的成功之作《水滸一百單八將》、《百虎》、《滿江紅》、《單刀赴會》、《山歌》、《女媧補天》、《太陽·月亮》

## 中國內畫藝術大師
中國內畫界最高榮譽獎，於2006年設立

## 外部連結
- 张广庆内画艺术 - 中国内画艺术网（中文）
- 张广庆大师与植物人妻子的六年岁月 （页面存档备份，存于）（中文）
- 1989年奥地利个展 （页面存档备份，存于） SNUFF BOTTLE MASTER ZHANG GUANGQING, CHINA, MOVIE BY ALEXANDER ZACKE (Part I)（英文）
- 1989年奥地利个展 （页面存档备份，存于） SNUFF BOTTLE MASTER ZHANG GUANGQING, CHINA, MOVIE BY ALEXANDER ZACKE (Part II)（英文）